# 線形結晶無酸素銅
線形結晶無酸素銅（英名：Linear Crystal Oxygen-Free Copper、以下LC-OFC）は1980年代頃に日立電線株式会社によって製品技術の発表がされた音響用途向けの無酸素銅である。
銅純度は99.996%（4N）以上で酸素含有量は10ppm以下（日本工業規格 JIS H 2123『型銅』規定C1011-C1相当）を満たすとされている。LC-OFCは理論上、銅結晶を大きく成長させることによって結晶境界に起きる信号伝達ロスを少なくしたケーブルを形成することが出来るとされている。
ただし、この製品に関する特許が認められなかったため、特許庁長官を相手取って同社は訴訟を提起したが、控訴までしても東京高裁平成4年11月18日の判決「事件番号 - 平成２年（行ケ）２６１号」で敗訴し、特許は成立しなかった。
なお、現在は販売されていないが、同社では「（通常のタフピッチ銅(TPC)や無酸素銅(OFC)と比較して）音質が変わらないことを認めたわけではないが、ビジネスとして成り立たなくなった」とコメントしている。
2016年現在の時点でLC-OFCが採用された製品としてはJVCケンウッド（JVCブランド）から発売されているごく一部のオーディオ用アナログラインケーブル（RCA端子）、およびデジタルオーディオ用同軸ラインケーブル（S/PDIF）、映像機器用（S端子、およびRCA端子、コンポーネント端子、D端子）ケーブルに見られるのみとなっていたが2017年末までに全て生産完了となり、LC-OFC採用製品は名実共に姿を消すこととなった。なお、2019年現在では店頭在庫のみの販売となっており、順次在庫が無くなり次第、販売終了となる。